# 나카무라 아키마사
나카무라 아키마사(中村 彰正, 1961년 ~ )는 일본의 천문학자이다.
소행성을 매우 많이 발견했다. 주로 에히메현 구마코겐정의 구마코겐 천체관측관에서 활동했으며, 현재 천체관측관 간부이다. 소행성 밝기에 대한 관측연구로도 잘 알려져 있다.
소행성 10633 아키마사(1998 DP1), 가 1999년에 나카무라의 이름을 따서 명명되었다. 우연히도 나카무라는 이 해 아버지가 되었다.
히로시마 카프의 팬으로, 그 팀 이름을 소행성 44711 카프(1999 TD4)에 붙였으며, 고등학교 동창인 애니메이션 감독 안노 히데아키의 이름을 9081 히데아키 안노에 붙이기도 했다.
나카무라는 야마네코 혜성 관측 그룹의 일원이다.
| 그가 발견한 소행성: 현재까지 111개 | 그가 발견한 소행성: 현재까지 111개 | 그가 발견한 소행성: 현재까지 111개 |
| ---------------------------------- | ---------------------------------- | ---------------------------------- |
| 소행성                             | 발견 일자                          | 이름의 어원                        |
| 6255 구마                          | 1994년 12월 5일                    | 구마 정                            |
| 6800 사라가미네                    | 1994년 10월 29일                   |                                    |
| 6804 마루셋푸                      | 1995년 12월 16일                   | 마루셋푸 정                        |
| 7206 시키                          | 1996년 8월 18일                    | 마사오카 시키                      |
| 7438 미사카토게                    | 1994년 5월 12일                    |                                    |
| 7484 도고 온천                     | 1994년 12월 30일                   | 도고 온천                          |
| 7678 오노다                        | 1996년 2월 15일                    |                                    |
| 7716 우베                          | 1996년 2월 22일                    |                                    |
| 7788 츠쿠바                        | 1994년 12월 5일                    |                                    |
| 7905 쥬조 이타미                   | 1997년 7월 24일                    |                                    |
| 8306 쇼코                          | 1995년 2월 24일                    |                                    |
| 8432 타마 카스가                   | 1997년 12월 27일                   |                                    |
| 8552 효이치                        | 1995년 4월 20일                    |                                    |
| 8720 타카미자와                    | 1995년 11월 16일                   |                                    |
| 9076 신사쿠                        | 1994년 5월 8일                     | 타카스기 신사쿠                    |
| 9081 히데아키 안노                 | 1994년 11월 3일                    | 안노 히데아키                      |
| 9235 시마나미 카이도               | 1997년 2월 9일                     |                                    |
| 9658 이마바리                      | 1996년 2월 28일                    |                                    |
| 10163 오노 미치                    | 1995년 1월 26일                    |                                    |
| 10375 미치오 쿠가                  | 1995년 4월 21일                    |                                    |
| 10601 히와타시                     | 1996년 10월 16일                   |                                    |
| 10609 히라이                       | 1996년 11월 28일                   |                                    |
| 10850 덴소                         | 1995년 1월 26일                    |                                    |
| 11115 카리야                       | 1995년 11월 21일                   |                                    |
| 11612 오부                         | 1995년 12월 21일                   |                                    |
| 12408 후지오카                     | 1995년 9월 20일                    |                                    |
| 12796 가면라이더                   | 1995년 11월 16일                   | 가면라이더                         |
| 13207 타마가와                     | 1997년 4월 10일                    |                                    |
| 13221 나오                         | 1997년 7월 24일                    |                                    |
| 13239 카나                         | 1998년 5월 21일                    |                                    |
| 14939 노리쿠라                     | 1995년 2월 21일                    |                                    |
| 15370 칸치                         | 1996년 7월 15일                    |                                    |
| 15415 리카                         | 1998년 2월 4일                     |                                    |
| 15841 야마구치                     | 1995년 7월 27일                    |                                    |
| 15868 아키요시 다이                | 1996년 7월 16일                    |                                    |
| 15921 긴타이 교                    | 1997년 11월 1일                    | 긴타이 교                          |
| 16759 후루야마                     | 1996년 10월 10ㅇ닐                 |                                    |
| 16807 테라사코                     | 1997년 10월 12일                   |                                    |
| 20151 우츠노미야                   | 1996년 10월 5일                    |                                    |
| 22402 고시                         | 1995년 4월 3일                     |                                    |
| 22489 야나카                       | 1997년 4월 7일                     |                                    |
| 23644 야마네코                     | 1997년 1월 13일                    |                                    |
| 24962 켄지 토바                    | 1997년 10월 27일                   |                                    |
| 24981 시게키 무라카미              | 1998년 5월 22일                    |                                    |
| 26937 마키 미야모토                | 1997년 3월 31일                    |                                    |
| 27003 카토 이즈미                  | 1998년 2월 21일                    |                                    |
| 27396 슈지                         | 2000년 3월 13일                    |                                    |
| 29737 노리히로                     | 1999년 1월 21일                    |                                    |
| 29986 슌스케                       | 1999년 12월 3일                    |                                    |
| 31061 타마오                       | 1996년 10월 10일                   |                                    |
| 31671 마사토시                     | 1999년 5월 13일                    |                                    |
| 39635 쿠사타오                     | 1994년 12월 27일                   |                                    |
| 44711 카프                         | 1999년 10월 3일                    | 히로시마 카프                      |
| 46643 야나세                       | 1995년 5월 23일                    |                                    |
| 46737 호빵맨                       | 1997년 11월 1일                    | 호빵맨                             |
| 47077 유지                         | 1998년 12월 16일                   |                                    |
| 47293 마사미츠                     | 1999년 11월 16일                   |                                    |
| 48575 하와이                       | 1994년 7월 4일                     | 하와이                             |
| 48736 에히메                       | 1997년 2월 27일                    | 에히메현                           |
| 49440 겐조 단게                    | 1998년 12월 21일                   |                                    |
| 52421 다이호지                     | 1994년 6월 1일                     |                                    |
| 52601 이와야지                     | 1997년 9월 29일                    |                                    |
| 54237 히로시 마나베                | 2000년 5월 5일                     |                                    |
| 58466 산토카                       | 1996년 7월 23일                    |                                    |
| 58707 쿄시                         | 1998년 2월 2일                     |                                    |
| 65775 레이코 토사                  | 1995년 9월 18일                    |                                    |
| 67853 이와무라                     | 2000년 11월 22일                   |                                    |
| 75308 쇼인                         | 1999년 12월 7일                    | 요시다 쇼인                        |
| 79254 츠다                         | 1994년 12월 23일                   |                                    |
| 79333 유사쿠                       | 1996년 10월 5일                    |                                    |
| 80184 헤키고토                     | 1999년 11월 10일                   | 가와히가시 헤키고토                |
| 80984 산토 무라카미                | 2000년 3월 6일                     |                                    |
| 85308 아츠시 모리                  | 1994년 11월 30일                   |                                    |
| 91213 도련님                       | 1998년 12월 22일                   | 도련님                             |
| 91395 언덕 위의 구름               | 1999년 6월 5일                     | 언덕 위의 구름                     |
| 91907 시호                         | 1999년 11월 13일                   |                                    |
| 92097 아이다이                     | 1999년 12월 3일                    |                                    |
| 94356 나루토                       | 2001년 8월 28일                    | 나루토 해협                        |
| 96254 호요                         | 1995년 2월 27일                    |                                    |
| 97582 히지카와                     | 2000년 3월 6일                     |                                    |
| 100266 사다미사키                  | 1994년 10월 14일                   |                                    |
| 100309 미스즈 가네코               | 1995년 4월 20일                    | 가네코 미스즈                      |
| 100675 츄야 나카하라               | 1997년 12월 4일                    |                                    |
| 105675 가미우케나                  | 2000년 9월 26일                    |                                    |
| 107805 사이비                      | 2001년 3월 21일                    |                                    |
| 108720 가미쿠로이와                | 2001년 7월 22일                    |                                    |
| 110742 테츠오 쿠도                 | 2001년 10월 18일                   |                                    |
| 110743 히로부미                    | 2001년 10월 18일                   | 이토 히로부미                      |
| 125473 케이사쿠                    | 2001년 11월 20일                   |                                    |
| 129561 츄하치                      | 1997년 2월 9일                     |                                    |
| 140038 구루시마                    | 2001년 9월 18일                    |                                    |
| 145732 간몬                        | 1995년 2월 21일                    |                                    |
| 147971 나메토코                    | 1994년 11월 24일                   |                                    |
| 150129 벳시                        | 1994년 11월 8일                    |                                    |
| 152657 유키후미                    | 1997년 12월 4일                    |                                    |
| 158241 유토 나가토모               | 2001년 10월 12일                   | 나가토모 유토                      |
| 160903 시오카제                    | 2001년 10월 14일                   |                                    |
| 162035 지로 다카하시               | 1996년 12월 17일                   | 다카하시 지로                      |
| 162755 스페이스 소라               | 2000년 11월 28일                   |                                    |
| 163153 타쿠야 오니시               | 2002년 2월 12일                    | 오니시 다쿠야                      |
| 173936 유리보                      | 2001년 11월 17일                   |                                    |
| 200234 구마시로                    | 1999년 11월 4일                    |                                    |
| (202909) 1996 TF12                 | 1996년 10월 11일                   |                                    |
| (208499) 2001 WN2                  | 2001년 11월 17일                   |                                    |
| (213255) 2001 EZ15                 | 2001년 3월 15일                    |                                    |
| (217726) 1999 WN                   | 1999년 11월 16일                   |                                    |
| (221977) 1995 WG1                  | 1995년 11월 16일                   |                                    |
| (222249) 2000 PP4                  | 2000년 8월 3일                     |                                    |
| (241592) 1998 KV                   | 1998년 5월 21일                    |                                    |
| (333862) 1995 WF1                  | 1995년 11월 16일                   |                                    |
| (337055) 1997 BT6                  | 1997년 1월 31일                    |                                    |